# Mastigodryas bruesi
Mastigodryas bruesi är en ormart som beskrevs av Barbour 1914. Mastigodryas bruesi ingår i släktet Mastigodryas och familjen snokar. Inga underarter finns listade i Catalogue of Life.
Arten förekommer endemisk på Saint Vincent och Grenadinerna samt Grenada i Västindien. Den lever i landskap med träd och besöker även fruktodlingar, trädgårdar samt samhällens kanter. Individerna klättrar i träd och jagar groddjur samt ödlor. Honor lägger ägg.
På regionens två största öar jagas ormen av introducerade manguster. Mangusterna undviker däremot människans närhet vad ormen inte gör. IUCN listar arten som livskraftig (LC).